# عبد القادر بلعيرج
عبد القادر بلعيرج (1957، الناظور) هو مواطن مغربي بلجيكي أدين عام 2009 بتهمة تهريب الأسلحة والتخطيط لهجمات إرهابية في المغرب،أُصدر عفواً ملكياً في حقه عام 2025

## حياته
في الثمانينيات، أدين في بلجيكا بالاعتداء والضرب (1986)، وأعقب ذلك إدانته بتهمة خيانة الأمانة، وتهريب الأسلحة، والاتجار بجوازات سفر مزورة مع شركاء داخل القنصليات المغربية لبلجيكا (1987)، وكذلك الاختلاس (1989).
نظمت عصابة بلجيكية-مغربية عملية توقيف ناجحة لوكالة برينكس في كيهلين، لوكسمبورغ في 17 أبريل 2000، وسرقت 17 مليون يورو، وقُبض على عبد اللطيف بختي وحُكم عليه بالسجن لمدة 20 سنة في لكسمبرغ في كانون الثاني / يناير 2003، ونجح في الهروب بعد شهرين بمساعدة عصابته، ثم لجأ إلى وطنه المغرب، ويُزعم أنه غسل 2500000 يورو في المغرب، وأعيد اعتقاله عام 2008، إلى جانب ما يسمى بـ "شبكة بلعيرج".
في 31 أكتوبر / تشرين الأول 2008، مثل ابن عبد القادر بلعيرج، عمر بلعيرج، وكذلك شقيق عبد اللطيف بختي، عبد الرحيم بختي، أمام المحكمة الإصلاحية في بروكسل بتهمة غسل الأموال، ثم قال عبد الرحيم بختي: "نعم، لقد ارتكب أخي التعطيل في لوكسمبورغ وحصل على أكثر من 600 مليون فرنك بلجيكي، وحكم عليه بالسجن 20 عاما وهرب؛ ثم استقبله بلعيرج وأخبره أنه سيستثمر المال، ولقد استثمر في الفنادق ولم ير أخي أمواله مرة أخرى؛ ومن ثم لا يوجد اي عملية تبييض، واشتريت سيارة بورش، هذا كل شيء ".
حيث يذكر المراسل القضائي لصحيفة لا ديرنيير [الإنجليزية] أن كلاً من عبد الرحيم بختي وعمر بلعيرج قاما بغسل الأموال بشراء أربع سيارات بورش، وسيارة مرسيدس، ودراجة نارية من نوع هوندا، ودراجة نارية مقابل 500 يورو فقط.

### تهريب الأسلحة
قُبض على بلعيرج و37 آخرين في المغرب في يناير وفبراير 2008، وأعلن عن اعتقالهم في 18 فبراير 2008. ووجهت إليهم تهمة تخزين أسلحة لشن هجمات إرهابية. ونفى بلعيرج الاتهامات، مدعيا أن الأسلحة كانت مخبأة في التسعينيات بهدف دعم الجماعات الإرهابية في الجزائر. والتي عثر عليها في بني شيكر، بالقرب من الناظور في الريف، وهي منطقة معروفة بتجارة المخدرات والأسلحة.

## محاكمته
نُظِّمت محاكمة بلعيرج في 16 أكتوبر 2008، في محكمة الاستئناف الجنائية المغربية بسلا المكلفة بشؤون الإرهاب، برئاسة القاضي عبد القادر الشنتوف، ثم تأجلت حتى 14 نوفمبر 2008، بناء على طلب 40 محاميا يمثلون 33 شخصا متهماً، تأجلت مرة أخرى حتى 26 ديسمبر 2008.
وفي 22 أكتوبر 2008، سُئل وزير العدل البلجيكي جو فانديورزين في مجلس النواب من قبل النائب جورج دالماني، إذا كان من الممكن محاكمة بلعيرج في بلجيكا على الجرائم المزعومة هناك بين عامي 1986 و1989. ورد الوزير أنه من السابق لأوانه إثارة مسألة مثل هذه المحاكمة وأن المغرب لن يسلم بلعيرج، بأي حال من الأحوال.
وفي 27 يونيو 2009، أدين بلعيرج بتهمة "التخطيط لهجمات إرهابية في المغرب، وتعطيل أعمال في أوروبا، ومشاريع غسيل أموال واسعة النطاق وتهريب أسلحة". وقد حكم عليه بالسجن المؤبد. وقال محاميه إنه يعتزم استئناف الحكم. وُصِفت المحاكمة على أنها أبرز قضايا الإرهاب في المغرب، وقد أدت إلى انقسام الأحزاب السياسية، حيث دعم البعض دفاع بلعيرج. وانتقدت بعض جماعات حقوق الإنسان الحكم، قائلة إن المحاكمة بدوافع سياسية والإدانات مشبوهة.